# Adelaide da Áustria (arquiduquesa)
Adelaide da Áustria (Viena, 3 de janeiro de 1914 – Pöcking, 2 de outubro de 1971) foi uma arquiduquesa austríaca. Era filha do último imperador da Áustria Carlos I e de sua esposa Zita de Bourbon-Parma.

## Biografia
Adelaide nasceu em 3 de janeiro de 1914 no Palácio de Hetzendorf, era a segunda filha, primeira menina do então Arquiduque Carlos da Áustria e de sua esposa Zita de Bourbon-Parma.
Em 21 de novembro de 1916, o tio-avô de Adelaide, o imperador Francisco José I, morreu e seu pai o sucedeu como Imperador da Áustria e Rei da Hungria. Durante a Primeira Guerra Mundial, Adelaide costumava acompanhar seu irmão, Oto, Príncipe Herdeiro da Áustria e o pai, em viagens para inspecionar as tropas austríacas.
Com a queda da monarquia em 1918, Adelaide partiu para o exílio juntamente com sua família, primeiro na Suíça e por fim na Ilha da Madeira em Portugal.
Em dezembro de 1933 ela se tornou o primeiro membro de sua família a pisar em Viena desde o estabelecimento da república quando chegou de trem em Budapeste. Adelaide frequentou a Universidade de Louvain e obteve o doutorado em 1938. Durante a Segunda Guerra Mundial, ela emigrou com a maioria de sua família (os Habsburgos eram contra a política fascista e antissemita) para os Estados Unidos para escapar dos nazistas.
A arquiduquesa voltou mais tarde para a Europa e se estabeleceu na Alemanha. Ela morreu solteira e sem descendentes em Pöcking na Baviera.